# Неупокоєва Оксана Іванівна
Оксана Іванівна Неупокоєва (14 січня 1976, с. Стойба, Красноярський край, РРФСР, СРСР) — російська біатлоністка, дворазова бронзова  призерка чемпіонату світу з біатлону 2008 року , дворазова призерка етапів Кубка світу з біатлону (всі свої нагороди виборола у складі естафетної збірної Росії).

## Кар'єра в Кубку світу
- Дебют в кубку світу — 29 листопада 2007 року в індивідуальній гонці в Контіолахті — 32 місце.
- Перше попадання в залікову зону — 15 грудня 2007 року в спринті в Поклюці — 15 місце.
- Перше попадання на подіум — 16 грудня 2007 року в естафеті в Поклюці — 2 місце.

## Виступи на чемпіонатах світу
| Рік  | Міце проведення | Інд | Спр | Пр | МС | Ест | ЗМ |
| 2008 | Естерсунд       | 44  |     |    |    | 3   | 3  |

## Загальний залік в Кубку світу
- 2007—2008 — 42-е місце (101 очко)
- 2008—2009 — 35-е місце (203 очки)

## Статистика стрільби
| № п/п | Сезон     | Загальна        | Індивідуальна гонка | Спринт        | Гонка переслідування | Мас-старт     | Естафета      |
| ----- | --------- | --------------- | ------------------- | ------------- | -------------------- | ------------- | ------------- |
| 1     | 2007-2008 | 75,1% (160/213) | 75,0% (45/60)       | 72,9% (51/70) | 75,0% (45/60)        | 0,0% (0/0)    | 82,6% (19/23) |
| 2     | 2008-2009 | 79,5% (159/200) | 82,5% (33/40)       | 80,0% (48/60) | 80,0% (64/80)        | 70,0% (14/20) | 0,0% (0/0)    |

## Виноски
1. ↑  В дужках наведена кількість влучних пострілів та загальна кількість пострілів. В статистиці стрільби рахуються постріли, які здійснив біатлоніст на етапах кубка світу та чемпіонаті світу